# رتیرو
رتیرو (اسپانیایی: Retiro‎) ناحیه‌ای در جنوب شرقی مرکز مادرید است که ۵٫۳۸ کیلومتر مربع مساحت دارد و در آن ۴۶٬۵۱۲ خانه مسکونی واقع شده‌است. جمعیت این ناحیه در سال ۲۰۰۵ میلادی، ۱۲۶٬۰۵۸ نفر بود.